# Staurastrum inconspicum
Staurastrum inconspicum là một loài Song tinh tảo trong họ Desmidiaceae, thuộc chi Staurastrum.